# 大阪幹線工事局
大阪幹線工事局（おおさかかんせんこうじきょく）とは、東海道新幹線の建設工事を担当した日本国有鉄道（国鉄）の工事局の一つ。略称は大幹工。

## 概要
大阪幹線工事局は、1959年（昭和34年）12月16日に設置され、東海道新幹線の滋賀県、京都府、大阪府内の建設工事を担当した。東海道新幹線開業後の1965年（昭和40年）2月28日に廃止（または改称）され、3月1日に大阪第二工事局（局長 村瀬清）となり、山陽新幹線に関する調査と米子、福知山、岡山管内の改良工事を担当。山陽新幹線建設計画の進展にともない、1966年（昭和41年）7月1日に山陽新幹線工事局に改称されて山陽新幹線の工事を担当。広島新幹線工事局が開設された1969年（昭和44年）9月21日に大阪新幹線工事局となり、1972年（昭和47年）3月15日の新大阪・岡山間開業を見届けて、同年4月15日に大阪工事局に統合された。
大阪幹線工事局 局長
- 初代局長：五味信（1959.12.16～ ）
- 二代局長：高橋好郎（1961.4.4～ ）
- 三代局長：村瀬清（1963.7.20～1965.2.28）

山陽新幹線工事局（大阪新幹線工事局） 局長
- 初代局長：宮下和夫（1966.7～1967.1））
- 二代局長：佐藤康（～1970.1）
- 三代局長：小林正宏（～1972）

### 東海道新幹線
東海道新幹線の建設工事は、1959年3月31日、30億円の予算が国会で認められ、4月13日に東京・大阪間線路増設工事運輸大臣認可が下り、4月20日に全線の起工式が行われて正式にスタートした。
大阪幹線工事局は、滋賀県、京都府、大阪府内の新幹線建設工事に当たる組織として、1959年12月に設置された。
担当工事区間は、柏原付近から大阪に至る延長約120-130kmで、東京大阪全区間約515kmの約4分の一にあたる。新幹線駅では米原駅-京都駅-新大阪駅が含まれる区間である。
主な橋梁には愛知川（757m72）、野洲川（748m02）、桂川（427m87）、日野川（360m01）、犬上川（330m42）、隧道には、音羽山（5k044m60）、東山（2k094m00）、横山（1k368m20）等がある。
管内には古くから関所となってきた大山崎があるが、ここはトンネルではなく高槻の東、天王山の麓にあたる淀川右岸の狭い平地を既存の国鉄、私鉄、国道と並走するよう線路選定が行われた。
高宮 - 五箇荘間では、地元との協議により近江鉄道本線と並走することに落ち着くと、今度は近江鉄道から踏切警報機設置の「防護補強工事費」および新幹線の「併設による旅客収入源」への補償など多額の要求を受けて交渉が難航した。
山科 - 京都間では、当初は市の中心部を避けて伏見地区を通るルートが検討されたが、京都市会が、用地取得に協力するから既存の京都駅に停車場を設けるようにと再三要請を繰り返したため市街地に乗り入れることとなったが、用地取得にはやはり多大な困難があった。
大阪のターミナルは、大阪駅から少し北に寄った場所で淀川の対岸にある宮原操車場東側が選ばれた。ここは淀川を渡らずに済むうえに、市の中心からは外れた場所で用地取得も比較的容易であろうと期待されたが、土地ブローカーへの対応に苦慮することとなった。
大阪幹線工事局が担当した区間には、戦前の弾丸列車計画の段階で買収済みの部分はなかったが、1959年12月から始めた区間の用地買収を1963年10月には完了させている。なかでも米原ー鳥飼電車基地区間約100kmは他区間に先駆けて完工し、1964年4月28日から延長約100km試運転区間として新幹線の営業車による長距離試験走行が始められた。6月30日の速度向上試験では 210kmを記録。約30kmのモデル線では十分得られなかった長距離走行時のデータも採取された。5月上旬から9月14日までに一般から受け入れた試乗者は約3万人にものぼった。

#### 管内
- 幹線山東工事区
- 幹線米原工事区
  - 横山隧道
- 幹線彦根工事区
- 幹線愛知川工事区
- 幹線近江八幡工事区
- 幹線野洲工事区
- 幹線草津工事区
- 幹線石山工事区
  - 音羽山隧道（東）
- 幹線山科工事区
  - 音羽山隧道（西）
- 幹線東山工事区
- 幹線京都工事区
- 幹線向日町工事区
- 幹線山崎工事区
- 幹線三島町工事区
- 幹線瑞光工事区
- 幹線大阪工事区

- 軌道工事区：米原、高宮、近江八幡、手原、向日町、鳥飼
- 建築工事区：京都、大阪
- 電気関係：京都電気工事区、京都電力工事区、大阪電力工事区、大阪信号工事区、大阪変電工事区、大阪信号工事区、大阪通信工事区、大阪電燈工事区、大阪信号通信工事区

### 山陽新幹線 大阪・岡山間
東海道新幹線で蓄積された技術と経験を生かして、最高速度250km/hを可能にするべく、最小曲線半径が4000m、縦曲線半径が15,000m、最急こう配が15/1000、と東海道新幹線に比べてより高速走行に適した建設基準で計画された。
山陽新幹線大阪・岡山間は、六甲山脈や中国山脈が海にせまり、その間に集まっている市街地を避けるため、山間部を縫うトンネルが多用された。その数31か所、総延長57.9km、区間の35%に上る（東海道新幹線は68.6km、13%）。特に長大なのが六甲トンネル（16,250m）、神戸トンネル（7,970m）、帆坂トンネル（7,588m）である。1967年3月16日、山陽新幹線建設工事の鍬入れ式と起工式が行われたのは、こうした長大トンネルの一つ、赤穂市にある帆坂トンネルの東口においてであった。

#### 管内
- 新大阪工事区
  - 神崎川
- 尼崎工事区
- 伊丹工事区
- 武庫川工事区
  - 武庫川
- 西宮工事区
  - 六甲トンネル
- 御影工事区
- 神戸工事区
  - 新神戸駅
- 鶴越工事区
  - 須磨トンネル
- 西神戸工事区
  - 奥畑トンネル
  - 高塚山トンネル
  - 長坂トンネル
- 西明石工事区
  - 西明石駅
- 加古川工事区
  - 加古川
- 高砂工事区
- 姫路工事区
  - 市川
  - 姫路駅
  - 西庄トンネル
- 太子工事区
  - 夢前川
  - 京見山トンネル
  - 檀特山トンネル
  - 立岡山トンネル
  - 林田川
- 相生工事区
  - 揖保川
  - 泰田トンネル
  - 相生駅
  - 相生トンネル
- 千種川工事区
  - 赤穂トンネル
- 赤穂工事区
  - 大津トンネル
  - 帆坂トンネル
- 伊里工事区
- 伊部工事区
- 上道工事区
  - 吉井川
- 東岡山工事区
  - 百間川
  - 旭川
- 幹線岡山二
  - 岡山駅
- 幹線岡山三

## 略年表
- 1958年、国鉄本社幹線調査室（のちの新幹線総局）に幹線調査事務所が置かれる（所長 上田健太郎）
- 1959年1月10日、幹線調査事務所大阪分室を設置
- 1959年（昭和34年）3月31日、東海道新幹線の建設工事30億円の予算が国会で認められる。
- 4月13日に東京・大阪間線路増設工事運輸大臣認可
- 4月20日に全線の起工式
- 1959年4月18日、幹線調査事務所を母体として東京幹線工事局が設置され、幹線調査事務所大阪分室は東京幹線工事局大阪出張所となる。
- 1959年12月、大阪幹線工事局を設置
- 1959年12月25日、用地買収交渉開始（米原町）
- 1960年1月27日、新大阪駅の位置が決定される
- 1961年2月3日、新大阪駅の起工式
- 1963年10月28日、用地買収完了（京都市内の一部）
- 1964年4月28日から米原ー鳥飼電車基地区間約100kmの試験運転開始。
- 6月30日、米原ー鳥飼電車基地区間速度向上試験で 210kmを記録。
- 10月1日、開業。
- 1965年2月28日大阪幹線工事局 廃止。翌3月1日に大阪第二工事局 設置。

- 1965年8月18日、山陽本線大阪・岡山間線路増設の認可を運輸大臣に申請。同年9月9日、認可。
- 1966年6月1日、岡山分室を開設。

- 1966年7月1日、大阪第二工事局は山陽新幹線工事局に改称。岡山分室は岡山出張所となる。
- 1967年3月16日、山陽新幹線建設工事鍬入れ式・起工式（於：赤穂市帆坂トンネル東口）
- 1967年10月2日、岡山出張所が岡山工事事務所となる。
- 1969年6月18日、山陽本線岡山・門司間、鹿児島本線門司・博多間増設の認可を運輸大臣に申請。同年9月12日、認可。
- 1969年9月21日、広島新幹線工事局開設を期して、山陽新幹線工事局は大阪新幹線工事局に改称。
- 1971年5月末、大阪・岡山間の本体工事、終了。
- 1972年3月15日、新大阪駅 - 岡山駅間が開業。4月15日、大阪新幹線工事局は大阪工事局に統合された。

## 工事誌
東海道新幹線工事では、本社、新幹線支社、関連工事局が多数の工事誌を編集発行している。
大阪幹線工事局および関連工事局による新幹線工事誌の情報は以下の通り：

### 『東海道新幹線工事誌』
日本国有鉄道大阪幹線工事局編 出版：大阪第二工事局
1965年10月 1350p 27cm （価格表示なし）
序：五味信（初代局長 34.12.16～36.4.4）
序：高橋好郎（二代局長 36.4.4～38.7.20）
序：村瀬清（三代局長 38.7.20～40.2.28）
第1編 総説
第2編 用地
第3編 路盤
第4編 停車場
第5編 軌道
第6編 電気
第7編 工務施設その他
付録・年表
あとがき 大阪第二工事局次長 原島龍一

### 『東海道新幹線電気工事誌』
日本国有鉄道大阪幹線工事局（編集・発行）
1965年3月 32cm （奥付・価格表示なし）
第1章 総説（86p)
第2章 電車線設備（57p)
第3章 電灯電力設備(141p)
第4章 受送変電設備(86p)
第5章 信号保安設備(112p)
第6章 通信設備(30p)
第7章 誘導支障(74p)
第8章 支障電線路及び工事用電気設備(22p)
御あいさつ：大阪幹線局長 村瀬清
開通を祝う：鉄研副所長 国松賢四郎（元新幹線局電気部長）
新幹線の開通を祝して：大阪電気工事局長 斉藤賢次郎
（他にもまえがき多数。あとがきなし）

### 『山陽新幹線 新大阪・岡山間 建設工事誌』
日本国有鉄道大阪新幹線工事局（発行）
1972年6月1日 1470p 27cm （価格表示なし）
序：宮下和夫（大阪新幹線工事局・初代局長）
序：佐藤康（大阪新幹線工事局・二代局長）
序：小林正宏（大阪新幹線工事局・三代局長）
第1編 総説
第2編 線路選定、測量立入までの経緯
第3編 設計協議・工事補償
第4編 用地
第5編 路盤、橋りょう
第6編 トンネル
第7編 停車場
第8編 建築
第9編 軌道
第10編 安全管理
付録(1) 「図表による新幹線構造物設計施工データー」
付録(2) 「職員推移表」
あとがき 中川治郎（大阪新幹線工事局次長・工事誌編集委員会委員長）

### 『山陽新幹線新大阪・岡山間電気工事誌』
大阪電気工事局による工事誌だが、大阪新幹線工事局の担当した山陽新幹線区間に関する工事誌として、ここに併記する。
大阪 日本国有鉄道大阪電気工事局 1973 473p

## 参考図書
- 『東海道新幹線工事誌』大阪第二工事局 1965年10月 1350p 27cm
- 俵英一(監修)『新幹線メモ』（社）日本鉄道運転協会 昭和39年10月1日発行 400円（交通科学博物館にて閲覧）
- 角本良平『東海道新幹線』 (中公新書) 中央公論社 1964年4月
- 『山陽新幹線 新大阪・岡山間 建設工事誌』日本国有鉄道大阪新幹線工事局 1972年 1470p 27cm
- 碇 義朗『超高速に挑む―新幹線開発に賭けた男たち。』文藝春秋 1993年
- 『大阪工事局50年史』 日本国有鉄道大阪工事局 1977年322p 27cm